# Vardariotai

Les Vardariotai (en grec : Βαρδαριῶται), en français Bardariotes ou Vardariotes, sont un groupe ethnique des Balkans aujourd'hui disparu. À l'époque de l'Empire byzantin, ils fournissent un régiment de la garde du palais impérial au cours des XIIe et XIIIe siècles. 
L'origine et la nature exacte des Bardariotes sont incertaines. Le terme apparaît pour la première fois au Xe siècle quand un évêché des vardariotai ou tourkoi (Βαρδαριωτῶν ἤτοι Τούρκων) est mentionné comme appartenant au diocèse de Thessalonique. Leur nom est traditionnellement associé à celui de la rivière nommée Axios en grec et Vardar en slave. Les Bardariotes sont encore recensés comme une ethnie à part entière jusqu'à la fin du XIXe siècle (voir la carte ci-dessous) puis disparaissent des statistiques en passant au grec sous l'influence des popes orthodoxes.

## Histoire
La première chronique à évoquer cette population serait celle d'Anne Comnène au XIIe siècle. Par la suite, plusieurs chroniques évoquent leur uniforme militaire et leur équipement, les nommant fréquemment « rhabdophores » (ῥαϐδοφόροι, « porteurs de matraque ») ou « rhabdouques » (ῥαϐδοῦχοι, « matraqueurs »). En effet, au XIIe siècle, les Bardariotes sont recrutés dans l'armée byzantine. Lors des dernières années du règne de Manuel Ier Comnène au plus tard, ils forment un régiment distinct de la garde palatine,. Toutefois, leurs fonctions, au moins sous les Paléologues, semblent plus proches de celles d'une force de police que d'une unité militaire. L'auteur du XIVe siècle Pseudo-Kodinos ne les classe pas parmi les gardes, mais avec le personnel non-armé du palais, et déclare que leur mission est de « maintenir l'ordre parmi les participants » aux cérémonies.
À la différence des membres armés de la « garde varangienne » et du régiment des « paramones », les bardariotes ne sont équipés que d'un fouet, le manglabion, et d'un bâton, le dekanikion,. Le manglabion, porté à la ceinture, est leur emblème. Pseudo-Kodinos rapporte aussi qu'ils portent une tenue rouge distinctive et un chapeau perse appelé angouroton. Cette dernière référence conduit à émettre l'hypothèse que les Bardariotes ont succédé aux anciens Manglabites comme corps de la garde. Ils sont commandés par un primicier (primikerios) mentionné pour la première fois en 1166,,. L'historien du XIIIe siècle Georges Acropolite rapporte en plus que les vardariotai accompagnent l'empereur byzantin dans son camp militaire lorsqu'il est en campagne,.

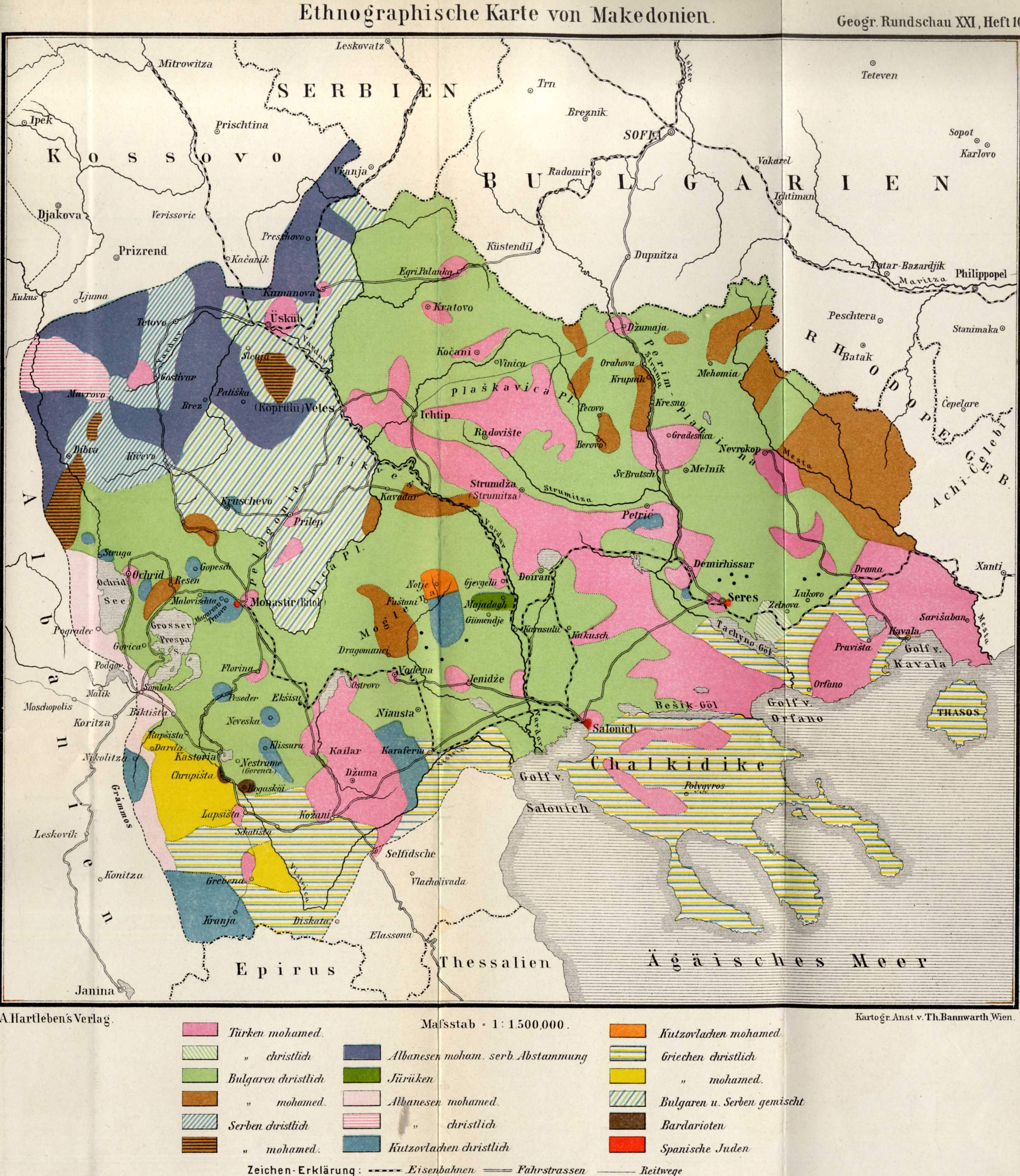
Carte austro-hongroise de 1878 montrant (en marron) la distribution des Bardariotes en Macédoine occidentale autour de Hrupişta (actuelle Άργος Ορεστικό) et Boğazköy (actuelle Vogatsikó).

Aux Xe et XIe siècles, des sceaux montrent l'existence à Thessalonique de dignitaires administratifs dénommés Vardarioi. Toutefois, on ignore si et comment ils sont liés aux Bardariotes.

## Leurs origines
Kodinos qualifie les Bardariotes de « Perses » et indique qu'ils auraient été installés dans la vallée de l'Axios-Vardar par les empereurs byzantins. Pour cette raison, une partie de la tradition académique occidentale a longtemps supposé que les Bardariotes étaient d'origine iranienne, comme le rapporte François Pouqueville dans ses récits de voyage, après avoir visité les territoires de la Grèce ottomane en 1798 et 1801. Pouqueville précise que les Bardariotes sont, aux yeux des musulmans, des « guèbres » (infidèles) et, se fondant sur Zonare, Léon le Grammairien et quelques autres sources, suppose que leur installation daterait du règne de l'empereur Théophile, ce dernier ayant accepté de les recevoir en échange de leur incorporation dans l'armée. Le mot « guèbre », en turc gyaur (ou « giaour »), désignait dans l'Empire ottoman un « incroyant », zoroastrien ou chrétien, le plus souvent orthodoxe (cas des Bardariotes : l'évêché des Bardariotes a perduré en Grèce jusqu'à nos jours comme suffragant de celui de Thessalonique, et a gardé le titre « évêché de Polyane et des Bardariotes » jusqu'en 1922), mais aussi phoundagiagite, mardaïte ou paulicien.
Pouqueville suppose, pour sa part, que les Bardariotes seraient des Sassanides de langue pehlevi, ayant fui la Perse zoroastrienne pour des raisons religieuses, parce qu'ils s'étaient convertis à l'islam : si c'est le cas, il est probable qu'ils aient été khurramites, mouvement religieux iranien de Nasır le Kurde dont les adeptes étaient surnommés surkh jāmgān : « aux habits rouges » en persan. Ils se seraient ensuite progressivement christianisés puis auraient adopté une langue turque à la suite de la conquête ottomane, ce qui permit au lettré gagaouze Mihail Çakir de les envisager comme ancêtres possibles de sa communauté turcophone chrétienne, initialement apparue en Bulgarie,.
Cette hypothèse a été défendue par certains historiens et philologues comme Raymond Janin qui, étudiant des manuscrits bulgares du Xe siècle et des sources byzantines comme Georges Cédrène ou Génésius Josèphe, y trouve des indices allant dans ce sens, comme la mention de populations « hétérodoxes » (donc possiblement pauliciennes ou khurramites), ou encore le nom de la rivière Vardar lui-même. En effet, ce toponyme serait d'origine perse, de Bar-darya « Grande rivière », dont la version slave est Vélika réka. Mais si les Bardariotes ou « des » Bardariotes ont parlé une langue iranienne, il est également possible que celle-ci soit d'origine alane, car au début du XIVe siècle, les Alains apparaissent en tant que mercenaires ou auxiliaires de l'empereur byzantin, Andronic II Paléologue, comme le signale l'historien catalan Ramon Muntaner lorsqu'il relate l'expédition de la Compagnie catalane en Orient. Leur chef Georgios Girkonos débarrasse l'Empire du chef des Catalans, Roger de Flor, le 4 avril 1305, à Andrinople, obéissant aux ordres de Michel IX Paléologue. Ces Alains sont défaits plus tard, en 1306, par les Catalans, Girkonos est tué et décapité, et les Alains désarmés se retrouvent à garder les routes de montagne de la Macédoine contre les brigands.
Toutefois, selon des auteurs comme Ruth Macrides, le terme « Tourkoi » (Βαρδαιωτῶν ἤτοι Τούρκων) par lequel les Bardariotes sont qualifiés dans d'autres sources byzantines, pourrait aussi désigner une origine magyare, car, souligne-t-elle, les Magyars sont fréquemment appelés Tourkoi par les Byzantins aux Xe et XIe siècles. Si c'est bien le cas, on peut supposer que les Bardariotes ou « des » Bardariotes furent, à l'origine, des prisonniers de guerre magyars enrôlés par l'empereur Basile II contre les Bulgares et installés en Macédoine au Xe siècle, puis convertis au christianisme byzantin.
La synthèse de ces indices laisse entrevoir une force de l'ordre de l'Empire byzantin, ayant peut-être ses propres dignitaires administratifs, sans armement de guerre mais munie de bâtons et de fouets, vêtue de rouge, au recrutement varié : les Vardariotai semblent pouvoir être tout aussi bien et non exclusivement issus de l'armée byzantine, des communautés religieuses du Proche Orient, mais aussi de l'Etelköz ou de l'Honfoglalás des Magyars : ce n'est pas un cas unique dans l'histoire, comme en témoignent les archers scythes de l'Athènes antique ou la police de New-York qui recrute d'anciens militaires et qui eut durant un temps une large majorité irlandaise,. Quoi qu'il en soit, une fois installés pour garder les voies, les cols et les passes de Macédoine, les Bardariotes ont fini par y former un groupe ethnique.